# Arp 330
Arp 330 ist eine interagierende Galaxiengruppe im Sternbild Drache, die schätzungsweise 400 Millionen Lichtjahre von der Milchstraße entfernt ist. Halton Arp gliederte seinen Katalog ungewöhnlicher Galaxien nach rein morphologischen Kriterien in Gruppen. Diese Galaxiengruppe gehört zu der Klasse Ketten von Galaxien.
| Bezeichnung   | α J2000.0     | δ J2000.0    | Morphologischer Typ | mV   | Winkelausdehnung | Entfernung (Mio. Lj.) |
| ------------- | ------------- | ------------ | ------------------- | ---- | ---------------- | --------------------- |
| MCG +09-27-91 | 16h 49m 08,4s | +53° 23′ 33″ | E2 pec              | 14,8 | 0,3' × 0,2'      | 405                   |
| MCG +09-27-92 | 16h 49m 12,7s | +53° 24′ 18″ | SB(s)bc: pec; HII   | 16   | 0,3' × 0,3'      | 366                   |
| MCG +09-27-93 | 16h 49m 11,5s | +53° 23′ 38″ |                     | 19   | 0,1' × 0,1'      |                       |
| MCG +09-27-94 | 16h 49m 12,7s | +53° 24′ 18″ | E1:                 | 15,6 | 0,3' × 0,3'      | 410                   |
| MCG +09-27-95 | 16h 49m 15,4s | +53° 26′ 51″ | E0:                 | 17   | 0,3' × 0,2'      | 353                   |
| MCG +09-27-96 | 16h 49m 11,3s | +53° 25′ 57″ | E2 pec:             | 17   | 0,2' × 0,2'      | 408                   |